# Tony Clarke (Autor)

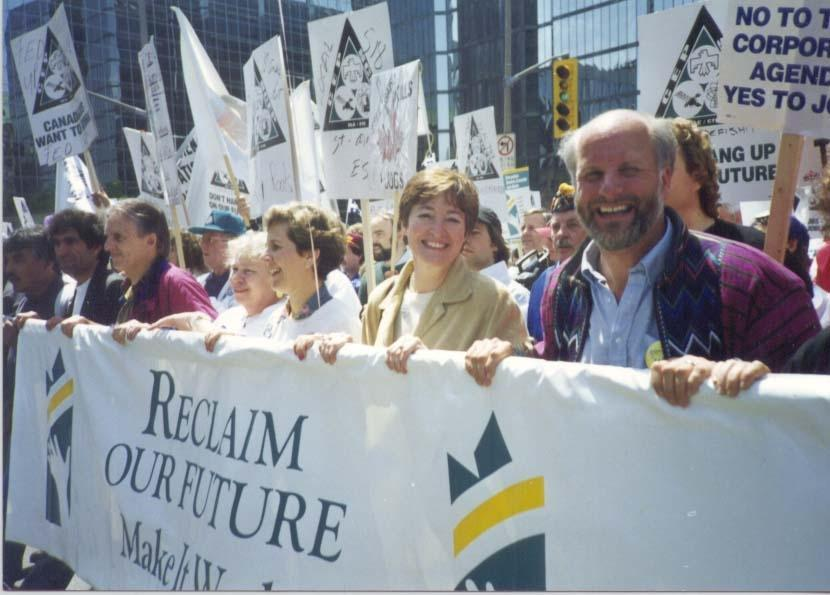
Clarke (rechts) bei einer Demonstration

Tony Clarke (* 30. Juli 1944; † 4. Dezember 2024) war ein kanadischer Bürgerrechtler, Direktor des Polaris Institute of Canada und Buchautor. Zusammen mit Maude Barlow verfasste er mehrere Bücher und initiierte internationale Umweltschutz- und Bürgerbewegungen.

## Preise und Ehrungen
Er erhielt 2005 zusammen mit Maude Barlow den Right Livelihood Award für seinen weltweiten Einsatz für gerechten Handel und die Anerkennung des Grundrechts auf Wasser.

## Schriften
- Silent Coup: Confronting the Big Business Takeover of Canada. Canadian Center for Policy, 1997, ISBN 0-88627-923-2.
- mit Maude Barlow: Global Showdown: How the New Activists Are Fighting Global Corporate Rule. Stoddart Publishing, 2001, ISBN 0-7737-3264-0.
- mit Maude Barlow: Blue Gold: The Battle Against Corporate Theft of the World's Water. Earthscan Publications, 2003, ISBN 1-84407-024-7.
- mit Maude Barlow: Blaues Gold. Kunstmann, 2004, ISBN 3-88897-375-9.
- mit Maude Barlow: Blue Gold The Fight to Stop the Corporate Theft of the World's Water. W. W. Norton & Company, 2005, ISBN 1-56584-813-6.
- Field Guide to the Birds of the Atlantic Islands: Canary Islands, Madeira, Azores, Cape Verde. A&C Black, 2006, ISBN 0-7136-6023-6.